# Vicente Guallart
Vicente Guallart (Valencia, 1963) es un arquitecto español.
Vicente Guallart ha sido arquitecto jefe del Ayuntamiento de Barcelona en el periodo 2011 a 2015.
Formado en las universidades de Valencia y Barcelona, abrió despacho en la capital catalana en 1992. Ha destacado por sus planteamientos ecologistas y de autosuficiencia, en los que conviven naturaleza y tecnologías. Fue el primer director del Instituto de Arquitectura Avanzada de Cataluña con sede en Barcelona, participó en la Bienal de Arquitectura de Venecia (comisariada por Aaron Betsky) entre 2004 y 2008. En esta última edición presenta la propuesta Hyperhabitat: reprogramming the world, junto a un manifiesto titulado ¿Puede el planeta soportar otro siglo XX?.

## Trabajos
- Wroclaw Mountain Expo 2012
- Sharing Tower. Sociopolis-Valencia. (2005-2007)
- Kim Hyng Yoon editing Co Headquarters. Paju Book City. Seúl (Corea) (2001-2005)
- 34 apartamentos en Cambrils. Tarragona (España) (2002-2006)
- Fugee Turistic Harbour. Taiwán (2004-2007)
- Batoutz Touristic Harbour. Taiwán (2004-2007)
- Keelung Ocean Plaza. Taiwán (2004-2007)
- Vinaroz Fish Market. Vinaroz (España) (2004-)
- Hortal house. Commarruga, Barcelona (España) (2001-2004)
- Denia Mountain Project. Denia, Alicante (España) (2003-)
- Web Hotel. MACBA, Barcelona (España) (1998)
- Metapolitan Loft (2001-2004)
- Plaza del Árbol. Valencia (España)(1991)
- Museo de Belleza. Valencia (España)(2002-2005)
- Instituto Valenciano de Vivienda, Valencia (España).

## Urbanismo
- Sociópolis, Proyecto Avanzado de Ciudad Social. Valencia (España) (2003-2005)
- Xativa Biogolf. Játiva (España) (2005)
- Burjasot (España) (2005)
- Puerto de Vinaroz. Vinaroz (España) (2001-2002)